# Widderalpstöck
Die Widderalpstöck sind eine Berggruppe im Alpsteinmassiv in den Appenzeller Alpen. Sie bestehen aus fünf Gipfeln, von denen drei kotiert sind. Der Hauptgipfel erreicht eine Höhe von 2066 m ü. M. Sie liegen im Schweizer Kanton Appenzell Innerrhoden. 

## Lage
Die Widderalpstöck erstrecken sich von Westen nach Osten. Westlichster Gipfel ist der Hauptgipfel mit einer Höhe von 2066 m ü. M., östlich schliesst sich der Mittelgipfel mit 2058 m ü. M. an. Östlichster kotierter Gipfel ist der 1986 m ü. M. hohe Fähnligipfel. Zwischen Hauptgipfel und Mittelgipfel befindet sich der sogenannte Namenlose Turm, östlich des Fähnligipfels liegt das Neue Südplättli (1930 m ü. M.). Der Namenlose Turm und das Neue Südplättli sind in der Landeskarte nicht kotiert, die Bezeichnungen sind vor allem in Kletterkreisen etabliert.
Die Gruppe befindet sich gut fünf Kilometer östlich des Säntis, im mittleren der drei Gratkämme des Alpsteins. Direkter westlicher Nachbar ist der Hundstein, von dem über die Freiheit ein Grat bis zum Altmann zieht. Diese Kette wird im Osten durch die Widderalpstöck abgeschlossen. Im Süden ist die Gruppe durch plattige Südwände geprägt, die in grasige Flanken übergehen, die bis zum Fälensee reichen. Nach Norden fällt die Gruppe in steilen wuchtigen Felswänden bis zur Widderalp ab. In der Südostflanke liegt auf 1551 m ü. M. die Hundsteinhütte.

## Besteigungsmöglichkeiten
Die Gipfel der Widderalpstöck werden heutzutage hauptsächlich durch Kletterer über die Südwände bestiegen. Die Erschliessung erfolgte relativ spät, da sich die Kletterszene lange auf die nahe gelegenen Kreuzberge konzentrierte. Klassische Routen waren die Überschreitung aller Gipfel und das 1945 erstbegangene Alte Südplättli (3b, 7 SL) auf den Fähnligipfel, welches heute eine sehr häufig begangene Anfängerroute ist. In den 1950er und 1960er Jahren wurden die alpinen Nordwände erstbegangen. Die Kalkplatten in den Südwänden wurden in den 1980ern und 1990ern erschlossen, der Kletterführer verzeichnet insgesamt 27 Routen (Stand 2001), hauptsächlich mittlerer Schwierigkeit. Als Ausgangspunkt für eine Besteigung dient entweder das am Fälensee gelegene Berggasthaus Bollenwees (1470 m ü. M.) oder die Hundsteinhütte.